# Tona (Osona)
Tona és un municipi de la plana de Vic a la comarca d'Osona, i a la regió de l'Alt Ter, situada al sud de la regió. El municipi limita amb els de Malla, Taradell, Muntanyola, Collsuspina, Seva i Balenyà. A només 10 km de Vic i situat estratègicament entre Barcelona, Manresa i Girona gaudeix d'un estol de carreteres que fan la població molt accessible des de qualsevol punt de Catalunya. Precisament aquestes vies de comunicació són les que l'han fet desenvolupar bàsicament en dos plans: on s'ubica la població i on es troben part dels masos més importants de la vila i on tradicionalment s'han desenvolupat les activitats agrícoles i ramaderes.

## Geografia
- Llista de topònims de Tona (Orografia: muntanyes, serres, collades, indrets..; hidrografia: rius, fonts...; edificis: cases, masies, esglésies, etc).

## Història
La vila de Tona ha estat tradicionalment agrícola i ramadera. Tot i així, des del 1874 i durant la primera meitat del segle passat, el descobriment de la presència d'aigües sulfuroses al subsòl va provocar que es convertís en una població residencial i d'estiueig, amb la fundació del diversos balnearis (Balneari Ullastres & Co, Balneari Segalers, Balneari Roqueta i Balneari Codina). Els balnearis varen tenir un gran impacte econòmic en la població, van suposar un important impuls econòmic, social i urbanístic pel poble, i varen convertir Tona en un centre d'estiueig de primer ordre.
A més a Tona també hi ha diverses torres modernistes com les torres Llussà i la Torre Simon totes elles de l'arquitecte Francesc Guàrdia i Vial (gendre i col·laborador de Lluís Domènech i Montaner). Però el canvi d'hàbits del turisme i l'avenç de la medicina van provocar la decadència d'aquesta activitat. Així doncs, el municipi, es va transformar a partir dels anys 70, ja que la seva població s'incrementà notablement a causa del desenvolupament industrial. En els últims anys Tona ha recuperat aquest caràcter de vila d'estiueig i residencial amb la rehabilitació dels hotels en residències per a la tercera edat.
L'entorn de Tona encara conserva molts espais naturals, i pels seus entorns, s'hi pot observar un paisatge agrícola però alhora natural com són els turons típics de la Plana de Vic i la seva vegetació.

## Política
| Candidatura | Candidatura                                         | Cap de llista      | Vots  | Regidors | % vots |
| ----------- | --------------------------------------------------- | ------------------ | ----- | -------- | ------ |
|             | Esquerra Republicana de Catalunya - Acord Municipal | Judit Sardà        | 939   | 3        | 22.18% |
|             | Partit Popular                                      | Francisco Rivas    | 126   |          | 2.98%  |
|             | Junts per Tona                                      | Josep Salom i Ges  | 1.418 | 5        | 33.5%  |
|             | Aixequem Tona                                       | Amadeu Lleopart    | 1.337 | 4        | 31.59% |
|             | PSC Tona                                            | Josep Manel Garcia | 334   | 1        | 7.89%  |
|             | Vots en blanc                                       |                    | 79    |          | 1.87%  |
| Total       | Total                                               | 4.259              | 4.259 | 13       |        |

## Persones il·lustres
Categoria principal: Tonencs
- Dr. Càndid Bayés i Coch, metge.
- Dr. Antoni Bayés i Fuster, metge.
- Xevi Camprubí i Pla, historiador i periodista català.
- Antoni Figueras i Cerdà, empresari i mecenes.
- Alfonso García Castell, ciclista.
- Salvador Gurri i Corominas, escultor.
- Amadeu Lleopart i Costa, pedagog i escriptor català.
- Andreu Molera, militar, general de brigada.
- Josep Molera "El noi de Tona".
- Dr. Marià Puigllat i Amigó, Bisbe de Lleida.
- Antoni Ristol i Vilageliu, advocat i polític.
- Carme Sala i Bigas, monja.
- Arnau Tordera, compositor, cantant i guitarrista d'Obeses.
- Pere Tordera i Blancafort, fotògraf.
- Hèctor Vila, cantautor.
- Felip Vall i Verdaguer, pintor.

## Fills adoptius
Categoria principal: Tonencs
- Miquel Coll i Alentorn, polític i president del Parlament de Catalunya des del 1984 fins al 1988.
- Dr. Antoni Bayés i de Luna, metge.
- Pilar Bayés i de Luna, dibuixant i ninotaire catalana.
- Antoni Pladevall i Font, sacerdot i historiador català.

## Llocs d'interès

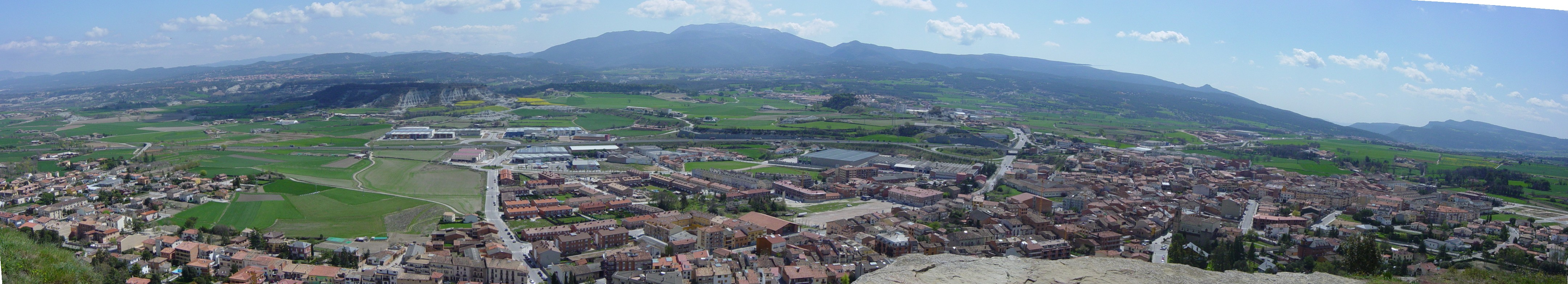
Panoràmica de Tona vista des del castell

- Església parroquial de Sant Andreu de Tona
- Castell de Tona. Turó situat al nord-oest del nucli urbà, on es trobava el poble medieval. En el pla del Castell encara es conserva l'església de Sant Andreu (antiga parroquial), una gran cisterna feta a la roca i una torre de guaita record de les antigues defenses que coronaven el turó.
- Església de Sant Andreu del Castell de Tona. Romànica, de finals del segle ix
- Església de Santa Maria del Barri. Romànic del segle xii i Gòtic. Aquesta església s'esmenta com Mare de Déu de Lurdes en els mapes per l'Institut Cartogràfic de Catalunya i per senyals locals.
- Església de Sant Miquel de Vilageriu. Romànica dels segles xi i xii
- Església de Santa Maria de Mont-rodon. Documentada des de l'any 1154
- Jaciment del Camp de les Lloses. Ibero-romà del segle ii aC al segle i aC. Amb el centre d'Interpretació del mateix nom.
- Museu del Pa de Tona.[4]
- Aqüeducte de Vilageriu.

## Muntanyes de Tona
- Serrat del Castell (Tona)
- Serrat de Mont-rodon
- Serrat de Puigbonic
- Serrat de Sant Valentí
- Serra de Torrellebreta

## Cultura

### Gastronomia
A Tona, hi ha una àmplia oferta de restaurants. També s'hi troba l'Escola d'Hostaleria d'Osona.

## Educació
El poble disposa dels següents centres educatius: 
- CEIP Era de Dalt
- Institut Tona
- Escola Vedruna de Tona
- Col·legi PIVE (actualment tancat)
- Escola Bressol Pa amb Xocolata
- Escola d'Hostaleria d'Osona
- Escola de música de Tona.

Pel que fa a l'educació en el lleure, el municipi compta amb l'Esplai Güitxi-Güitxi.

## Festes i tradicions

### Pessebre Vivent d'Osona
Un dels referents de les festes de Nadal a Tona és el Pessebre Vivent d'Osona, que durant aquelles dates omple la falda del castell amb diàlegs de viva veu junt amb efectes de llum i so gràcies a la col·laboració de més de 200 veïns del poble.

### Cavalcada de reis i atxes de barballó
El 5 de gener, la nit de reis, Tona rep Ses Majestats amb atxes (torxes) enceses d'espígol perfumat pels carrers més cèntrics del poble. Els reis, un cop feta la cavalcada en què alegren els nens amb llaminadures, adoren el Nen Jesús i a la Plaça Major reben la mainada amb els patges i els donen un petit present.

### Aplec de la Rosa a Lurdes i al Castell
L'Aplec de la Rosa a Lurdes i al Castell és una celebració que es desenvolupa a Tona per la segona Pasqua i de la que l'any 2017 se'n celebrà el 75è aniversari. Festa molt estimada pels tonencs i tonenques, ja que aboca la primavera a través dels balls de l'esbart dansaire Castell de Tona, la rosariaire i el traginer, el cridaner, les roses, carrosses i altres.

### Una Tona de Màgia
Una Tona de Màgia és un festival que es va iniciar l'any 2016 amb gran èxit de públic i de nivell que va revolucionar les activitats culturals del poble gràcies a la gran implicació de tothom, des de les institucions i fins als voluntaris que van fer possible l'organització. En 2021 no es va celebrar per la pandèmia mundial de COVID-19. Es va reprendre el 2022.

### Festa Major d'Estiu
Se celebra el primer cap de setmana d'agost.

### Festa Major de Sant Andreu
Se celebra el 30 de novembre, coincidint amb Sant Andreu, patró de Tona.

### Fira Joc Joc
La fira Joc Joc destaca per ser una de les fires de joc diferent més importants del nostre país, especialment per ser organitzada per un poble petit com Tona. La fira se celebra per la Festa Major de Sant Andreu, normalment l'últim cap de setmana de novembre i reuneix firaires, activitats i ludoteques i assessora i anima a jugar a la mainada i als adults.
A l'edició del 2017 van haver-hi més d'11.000 visitants,. L'any 2021 va passar a celebrar-se en dissabte en lloc de diumenge i es va repartir per ubicacions a tot el poble. L'edició del 2023 es va desenvoluparar en quatre espais diferents concentrats en dues zones del municipi, enllaçades per un trenet: la Canal va acollir demostracions de jocs, expositors editorials o representants del comerç local i a l'exterior hi va haver jocs a l'aire lliure; la Biblioteca Caterina Figueras va comptar amb una àmplia ludoteca; El Camp de les Lloses va proposar una activitat d'entrenament de cavallers i jocs romans i l'Escola Vedruna va ser el centre del joc tradicional.

## Demografia
| 1497 f | 1515 f | 1553 f | 1717 | 1787  | 1857  | 1877  | 1887  | 1900  | 1910  |
| ------ | ------ | ------ | ---- | ----- | ----- | ----- | ----- | ----- | ----- |
| 52     | 56     | 47     | 549  | 1.264 | 1.365 | 1.271 | 1.282 | 1.268 | 1.465 |

| 1920  | 1930  | 1940  | 1950  | 1960  | 1970  | 1981  | 1990  | 1992  | 1994  |
| ----- | ----- | ----- | ----- | ----- | ----- | ----- | ----- | ----- | ----- |
| 1.582 | 2.133 | 2.093 | 2.265 | 3.286 | 4.383 | 5.114 | 5.552 | 5.541 | 5.541 |

| 1996  | 1998  | 2000  | 2002  | 2004  | 2006  | 2008  | 2010  | 2012  | 2014  |
| ----- | ----- | ----- | ----- | ----- | ----- | ----- | ----- | ----- | ----- |
| 5.765 | 5.799 | 5.868 | 6.183 | 6.725 | 7.328 | 7.805 | 8.126 | 8.108 | 8.012 |

| 2016  | 2018  | 2020  | 2022  | 2024  | 2026 | 2028 | 2030 | 2032 | 2034 |
| ----- | ----- | ----- | ----- | ----- | ---- | ---- | ---- | ---- | ---- |
| 7.951 | 8.131 | 8.356 | 8.368 | 8.511 | -    | -    | -    | -    | -    |

## Societat

### Mitjans de comunicació
La Revistona és una revista periòdica en català amb informació local del poble. Neix l'any 2000 amb l'objectiu d'omplir el buit d'informació i de mitjans de comunicació del municipi. Surt entre 8 i 10 vegades l'any amb una tirada d'entre 2.000 i 3.000 exemplars. Les primeres edicions de la revista tenien una tirada de 1.800 exemplars però l'any 2006 van augmentar fins a arribar al tiratge mínim actual. La distribució ha estat des de sempre gratuïta a excepció d'un número que va costar un euro per tal d'ajudar en el finançament. L'entitat, però, es finança íntegrament amb la publicitat inserida a la revista i amb una subvenció municipal de l'Ajuntament de Tona, tot i que en els últims temps reconeixen que han hagut de duplicar esforços per fer viable la supervivència econòmica.
El 2010, la revista va celebrar els 10 anys d'història, que van coincidir amb la publicació del número 100. Per celebrar-ho es va organitzar una exposició amb tots els números editats i una taula rodona amb el títol "La Revistona 2.0, el futur de la premsa local".

### Esport
El poble té diversos clubs esportius com l'Associació Atlètica de Tona, el Club Basquet Tona, el Club Patinatge Artístic de Tona, el Club Tennis Taula Tona, Club Esportiu Futbol Sala Tona, la Fundació Esportiva UE Tona, la Unió Esportiva de Tona i l'Hoquei Patins de Tona.